# 한이형
한이형(韓履亨, 1799년 ~ 1846년 9월 20일)은 조선의 천주교 박해 때에 순교한 한국 천주교의 103위 성인 중에 한 사람이다. 세례명은 라우렌시오(Laurentius)이다.

## 생애
한이형은 충청도 덕산의 한 양반 집안에서 태어났다. 그는 정직하고 헌신적인 성격을 갖고 있는 사람이었다. 그는 14세에 천주교 교리를 공부했다. 그리고 수 주 후에 매우 독실한 신자가 되었다. 그는 하루 중 몇 시간씩을 십자고상 앞에서 묵상하고 자신의 과거 죄를 참회하는데 보냈다. 주일 및 모든 의무적 축일마다 그는 궂은 날씨도 개의치 않고 기도하기 위해서 10리(약 4 킬로미터)길을 선교 예배당까지 걸어다녔다. 사순절 기간 동안 그는 매일 단식하였다. 그는 21세에 한 교우 여성과 결혼하였고, 경기도 양지 인근의 외딴 시골 은이마을에서 살았다.
그는 하느님에게 뿐만 아니라 그의 이웃들 특히 빈자들에게 너무나 좋은 사람이었다. 그는 가난한 사람들을 자신의 집에 데려와 음식과 의복을 제공했다. 그는 하느님이 자신의 자선 행위를 보상해 줄 것이라고 말하곤 했다.
앵베르 주교는 그를 교리 교사로 임명했다. 그는 지식과 덕행 그리고 모범적인 면에서 그 직책에 매우 적합한 사람이었다. 그는 그의 책무를 매우 잘 수행했다.
1846년 5월 김대건 안드레아 신부가 체포된 후 병오박해가 일어났고, 포졸들은 그와 연관된 천주교인들을 체포하려 혈안이 되어 있었다. 한이형은 가족들을 피신시킨 후 혼자 집에 있다가 포졸들에게 체포되었다. 그는 조롱과 함께 격심하게 매질 당했다. 포졸들은 그를 나체로 벗기고 천장에 매달고서, 배교하고 천주교인들의 위치를 발설하라고 강요하여 잔혹하게 매질했다. 한이형은 그러기를 거부했다. 포졸들은 그의 다리를 묶고는 그 사이에 깨어진 그릇 파편들을 끼워넣고 밧줄로 당기며 톱질하듯이 하였지만, 그는 그 모든 고통을 견뎌냈고, 포졸들 까지도 그에 대해 감탄했다. 그는 한양으로 압송되었는데, 이미 상처투성이의 몸이라 포졸들이 그를 말에 태워가려 했지만, 그는 그것을 물리쳤다. 그는 십자가를 지고 골고타 언덕을 오르는 예수를 묵상하며 약 52 킬로미터의 거친 길을 모두 맨발로 걸어갔다.
관찬 기록(《승정원일기》)에 따르면, 한이형과 네 명의 여성은 혹독한 고문을 받았지만, 그들은 모두 배교를 거부했다고 한다. 그들은 1846년 9월 20일에 매 맞아 죽는 형벌을 선고받았다. 한이형은 교수형도 받았을 가능성도 있는데, 뮈텔 대주교의 증언에 따르면, 그들은 처음에 장살형을 선고 받았지만, 그것으로 바로 죽지 않는 사람들은 사실상 교수형으로 죽었다고 한다. 한이형은 최후로 곤장 70대를 맞은 후에 교수형을 받아 죽었다고도 알려져 있다. 그렇게 그가 순교하던 때의 나이는 48세였다.

## 시복 · 시성
한이형 라우렌시오는 1925년 7월 5일에 로마 성 베드로 광장에서 교황 비오 11세가 집전한 79위 시복식을 통해 복자 품에 올랐고, 1984년 5월 6일에 서울특별시 여의도에서 한국 천주교 창립 200주년을 기념하여 방한한 교황 요한 바오로 2세가 집전한 미사 중에 이뤄진 103위 시성식을 통해 성인 품에 올랐다.

## 참고 문헌
- 가톨릭 사전: 한이형
- Catholic Bishop's Conference Of Korea. 103 Martryr Saints: 한이형 라우렌시오 Laurentius Han I-hyong 보관됨 2014-12-14 - 웨이백 머신

1. ↑  http://newsaints.faithweb.com/martyrs/Korea1.htm
2. ↑  〈103위 성인 (百三位聖人)〉. 《한국 브리태니커 온라인》. 2014년 10월 19일에 원본 문서에서 보존된 문서. 2014년 12월 28일에 확인함.
3. ↑  이상도 (2014년 7월 24일). “교황, 화해와 평화..8월의 크리스마스되길”. 평화방송. 2014년 10월 17일에 원본 문서에서 보존된 문서. 2014년 12월 28일에 확인함.